# Desmeocraera glauca
Desmeocraera glauca är en nattfjäril som beskrevs 1928 av Max Gaede. Arten ingår i släktet Desmeocraera och familjen tandspinnare. Den förekommer i tropiska Afrika och inga underarter finns listade i Catalogue of Life.